# Евангелие от Петра
Ева́нгелие от Петра́ (др.-греч. τὸ κατὰ Πέτρον εὐαγγέλιον) — один из новозаветных апокрифов. Существовало в первые века христианства, но было отвергнуто церковью. Евангелие Петра знал Иустин Философ.
Евангелие от Петра относится к Евангелиям Страстей — рассказывает о суде Пилата, распятии Иисуса, его погребении и Воскресении. Также Евангелие от Петра содержит фрагмент, рассматриваемый теологами как рассказ о сошествии во ад. Завершается текст явлением Иисуса жёнам-мироносицам.
В 1886 году в Ахмиме (Египет) в могиле средневекового монаха были найдены: отрывок из Евангелия Петра, «Апокалипсис Петра» и Книга Еноха. Произведения были написаны по-гречески. В предпоследней фразе фрагмента Евангелия автор называет себя: «Я же, Симон Пётр…». Евангелие Петра вызвало большие споры и в среде теологов, и в среде историков.

## Публикации
- Евангелие от Петра // Наука и религия. — М. : Знание, 1989. — № 4. — С. 43—44.